# Анна Карима
Анна Тодорова Велкова, повече известна с псевдонима Анна Карима (срещана и като Ана Карима), е българска писателка, публицистка, преводачка и общественичка. Съпруга е на политика Янко Сакъзов и майка на стопанския историк доц. Иван Сакъзов.

## Биография
Карима е родена през 1871 г. в гр. Бердянск в семейството на революционера Тодор Велков. Завършва гимназия в София. През 1888 г. сключва брак с Янко Сакъзов, с когото се разделят по-късно. От брака си с него има 3 деца.
Още в младежките си години Карима се отдава на писателска и драматургична дейност. Пише разкази, повести, романи. Първия си разказ „Обикновена история“ печата в списание „Ден“ през 1891 г. От 1892 до 1895 г. редактира списание „Почивка“. Пиесите ѝ „Подхлъзна се“, „Загубен живот“ и „Над зида“ са поставяни на сцената на Народния театър. Друга нейна пиеса „В балканах“, оригинално написана на руски език, е поставена в Санкт Петербург.
Карима се изявява и в обществената дейност, като се бори за равноправието на жените в обществото. През 1897 г. основава женското образователно дружество „Съзнание“, сред чиито дейности е петиция до Народното събрание за допускане на жените до университетско образование. През 1901 г. тя инициира създаването и на Българския женски съюз и е негова първа председателка и редактор на печатния му орган вестник „Женски глас“, основан преди това през 1899 г. Карима основава (1908) новия съюз „Равноправие“ с просветно-феминистична насоченост, с едноименен печатен орган.
През 1916 г. открива в София първото девическо търговско училище. По време на войните от 1912 до 1918 г. се занимава с благотворителност. Съдейства за създаване на пансион за сираци и дружество на инвалидите. През 1917 г. редактира вестник „Българка“.
След атентата в църквата „Света Неделя“ Карима емигрира първо във Франция, където на 15 август 1926 г. пише „Апел за мира – за България“ и го изпраща в Женева до всички членове на Обществото на народите. Поддържа контакти с френския комунист Анри Барбюс, на когото предоставя материали за написването на антифашистката му книга „Палачите“. Извадки от нейни речи и текстове са публикувани в списание „Комунистическо знаме“, задграничен орган на БКП.
За дейността ѝ е подведена под отговорност по Закона за защита на държавата от правителството на проф. Александър Цанков.
В края на 1926 г. Карима заминава за СССР. След завръщането си в България (1928) издава книгата „В днешна Русия“, превежда и издава „Палачите“ на Барбюс.
Редактира вестник „Повик“ през 1930 г. Умира в София на 6 март 1949 г.